# Niemce (Klon)
Niemce – część wsi Klon w Polsce położona w województwie wielkopolskim, w powiecie ostrzeszowskim, w gminie Czajków.
W latach 1975–1998 Niemce administracyjnie należały do województwa kaliskiego.